# Trivalvaria carnosa
Trivalvaria carnosa är en kirimojaväxtart som först beskrevs av Johannes Elias Teijsmann och Simon Binnendijk, och fick sitt nu gällande namn av Rudolph Herman Scheffer. Trivalvaria carnosa ingår i släktet Trivalvaria och familjen kirimojaväxter. Inga underarter finns listade i Catalogue of Life.